# Benthamiella sorianoi
Benthamiella sorianoi là loài thực vật có hoa trong họ Cà. Loài này được S.Arroyo mô tả khoa học đầu tiên năm 1980.